# Kulmbacher Brauerei
Kulmbacher Brauerei is een Duitse brouwerij in Kulmbach.

## Geschiedenis
De brouwerij werd opgericht in 1846 door Johann Reichel, Johann Scheiding en Johann Hubbner onder de naam Reichelbräu. 

## Merken
- Kulmbacher
- EKU
- Kapuziner
- Mönchshof

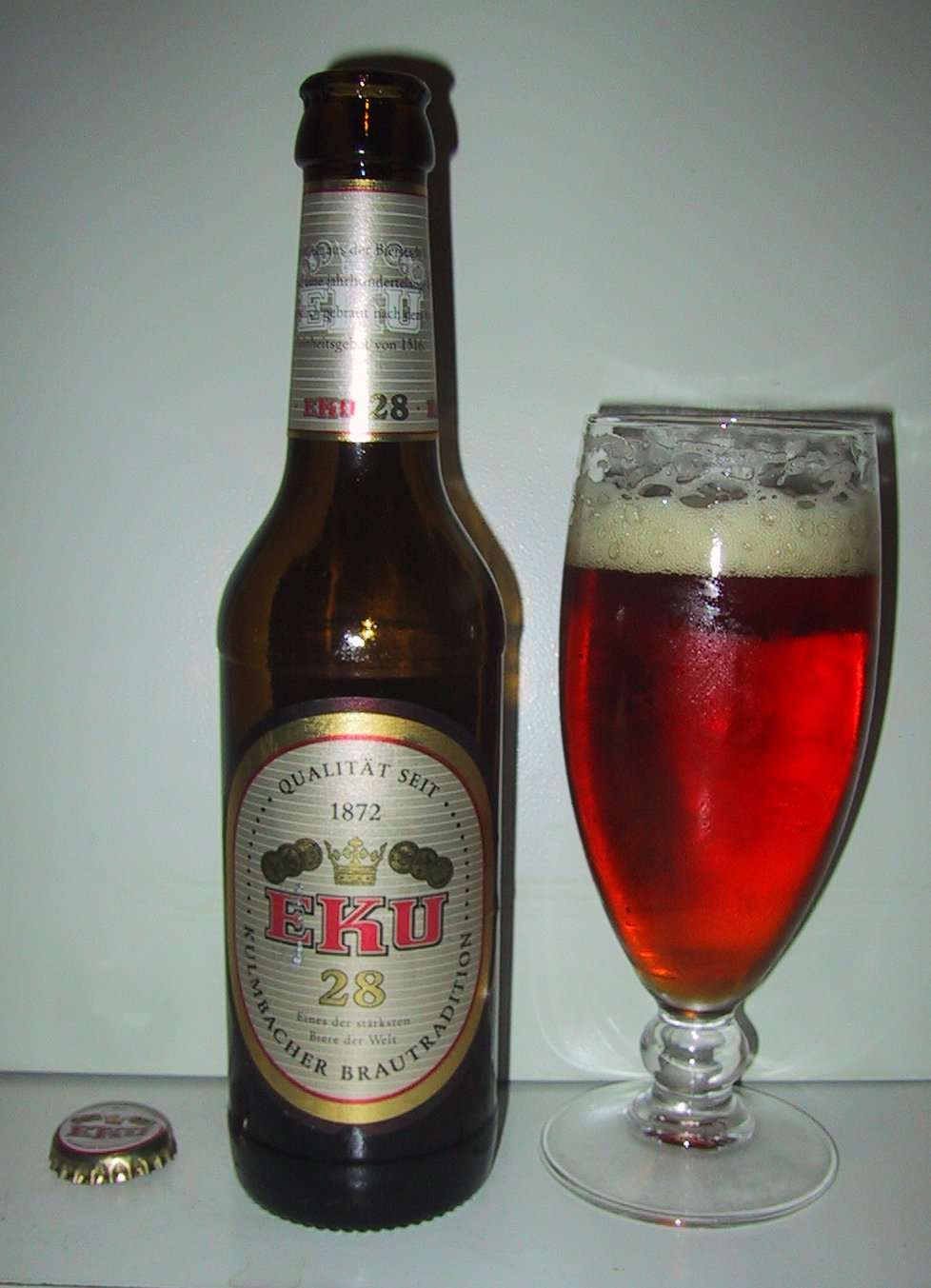
EKU 28
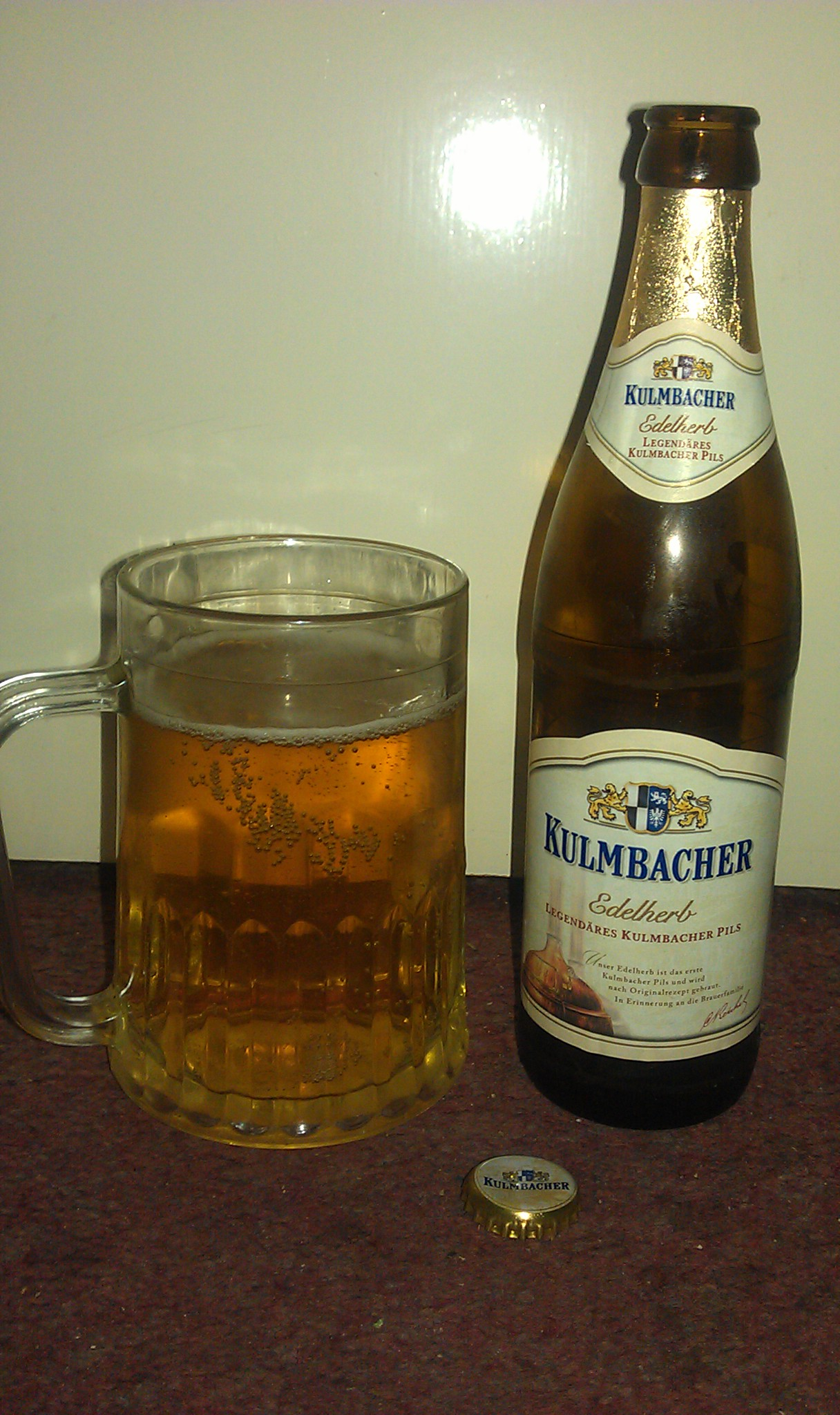
Kulmbacher Edelherb Pils
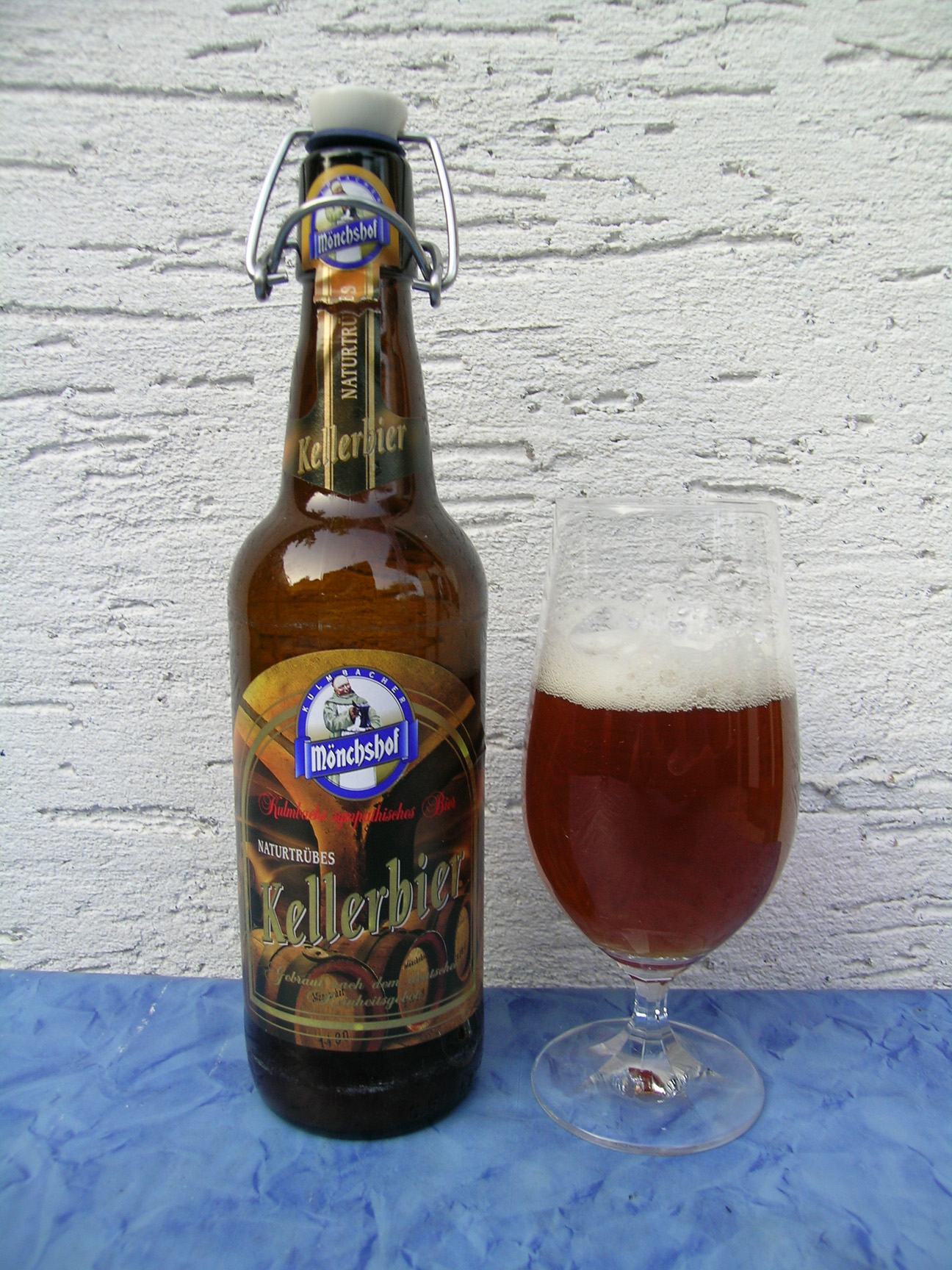
Kulmbacher Altbier